# Chloroclystis
Chloroclystis är ett släkte av fjärilar som beskrevs av Jacob Hübner 1825. Chloroclystis ingår i familjen mätare.

## Bildgalleri

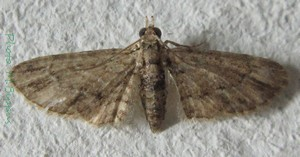

## Dottertaxa tillChloroclystis, i alfabetisk ordning[1][2]
- Chloroclystis ablechra
- Chloroclystis acervicosta
- Chloroclystis acompsa
- Chloroclystis actephilae
- Chloroclystis acygonia
- Chloroclystis admixtaria
- Chloroclystis aeneta
- Chloroclystis aequabilis
- Chloroclystis agoniaria
- Chloroclystis albescens
- Chloroclystis albiplaga
- Chloroclystis albitornalis
- Chloroclystis alpnista
- Chloroclystis ambundata
- Chloroclystis analyta
- Chloroclystis androgyna
- Chloroclystis angelica
- Chloroclystis annimasi
- Chloroclystis antarctica
- Chloroclystis anthrax
- Chloroclystis apotoma
- Chloroclystis approximata
- Chloroclystis aquanivaria
- Chloroclystis aquosata
- Chloroclystis aristias
- Chloroclystis athaumasta
- Chloroclystis atroviridis
- Chloroclystis atypha
- Chloroclystis aucta
- Chloroclystis automola
- Chloroclystis autopepla
- Chloroclystis azumai
- Chloroclystis biangulata
- Chloroclystis bilineolata
- Chloroclystis bischoffaria
- Chloroclystis bistrigata
- Chloroclystis blanda
- Chloroclystis boarmica
- Chloroclystis bosora
- Chloroclystis bowringi
- Chloroclystis breyniae
- Chloroclystis brunneata
- Chloroclystis brychoma
- Chloroclystis bryodes
- Chloroclystis calida
- Chloroclystis callinda
- Chloroclystis canata
- Chloroclystis cata
- Chloroclystis catabares
- Chloroclystis catastreptes
- Chloroclystis catoglypta
- Chloroclystis celaenacris
- Chloroclystis celidota
- Chloroclystis charybdis
- Chloroclystis chingana
- Chloroclystis chlamydata
- Chloroclystis chloerata
- Chloroclystis chlorocampsis
- Chloroclystis chlorophilata
- Chloroclystis cidariaria
- Chloroclystis clerci
- Chloroclystis coelica
- Chloroclystis coloptila
- Chloroclystis colorata
- Chloroclystis comorana
- Chloroclystis consobrina
- Chloroclystis consocer
- Chloroclystis consueta
- Chloroclystis continuata
- Chloroclystis conversa
- Chloroclystis coronata
- Chloroclystis costicavata
- Chloroclystis cotinaea
- Chloroclystis craspedozona
- Chloroclystis cristigera
- Chloroclystis cryptolopha
- Chloroclystis cryptoxantha
- Chloroclystis cuneativenis
- Chloroclystis cuneilinea
- Chloroclystis curviscapulis
- Chloroclystis cydoniata
- Chloroclystis debiliata
- Chloroclystis decolorata
- Chloroclystis deletarius
- Chloroclystis delosticha
- Chloroclystis denotata
- Chloroclystis denotatus
- Chloroclystis dentatissima
- Chloroclystis dentifera
- Chloroclystis derasata
- Chloroclystis destructata
- Chloroclystis dexiphyma
- Chloroclystis diaboeta
- Chloroclystis diaschista
- Chloroclystis diechusa
- Chloroclystis dietzei
- Chloroclystis dilatata
- Chloroclystis discisuffusa
- Chloroclystis dissographa
- Chloroclystis distigma
- Chloroclystis dryas
- Chloroclystis effusa
- Chloroclystis eichhorni
- Chloroclystis elaiachroma
- Chloroclystis emarginaria
- Chloroclystis embolocosma
- Chloroclystis encteta
- Chloroclystis epacta
- Chloroclystis epilopha
- Chloroclystis ericinellae
- Chloroclystis errabunda
- Chloroclystis erratica
- Chloroclystis eugerys
- Chloroclystis eupora
- Chloroclystis eurylopha
- Chloroclystis eurymesa
- Chloroclystis eurystalides
- Chloroclystis excisa
- Chloroclystis exilipicta
- Chloroclystis exilis
- Chloroclystis exortiva
- Chloroclystis exsanguis
- Chloroclystis festivata
- Chloroclystis filata
- Chloroclystis filicata
- Chloroclystis flaviornata
- Chloroclystis fluctuosa
- Chloroclystis fractiscripta
- Chloroclystis fragilis
- Chloroclystis fumipalpata
- Chloroclystis furva
- Chloroclystis gerberae
- Chloroclystis gonias
- Chloroclystis grisea
- Chloroclystis griseata
- Chloroclystis griseorufa
- Chloroclystis grisescens
- Chloroclystis guttifera
- Chloroclystis gymnoscelides
- Chloroclystis hadenata
- Chloroclystis halianthes
- Chloroclystis hawkinsi
- Chloroclystis heanis
- Chloroclystis heighwayi
- Chloroclystis horistes
- Chloroclystis horticolaria
- Chloroclystis hudsoni
- Chloroclystis humerata
- Chloroclystis humilis
- Chloroclystis hydrographica
- Chloroclystis hypodela
- Chloroclystis hypopyrrha
- Chloroclystis hypotmeta
- Chloroclystis icteraria
- Chloroclystis ida
- Chloroclystis immixtaria
- Chloroclystis impudicis
- Chloroclystis inaequata
- Chloroclystis indicataria
- Chloroclystis inductata
- Chloroclystis inexplicata
- Chloroclystis infrazebrina
- Chloroclystis infusata
- Chloroclystis inops
- Chloroclystis insigillata
- Chloroclystis insigillatus
- Chloroclystis insignifica
- Chloroclystis invisibilis
- Chloroclystis invita
- Chloroclystis irabunda
- Chloroclystis irregulata
- Chloroclystis ishigakiensis
- Chloroclystis isophrica
- Chloroclystis jansei
- Chloroclystis javana
- Chloroclystis joannisata
- Chloroclystis julia
- Chloroclystis kampalensis
- Chloroclystis katherina
- Chloroclystis kumakurai
- Chloroclystis lacustris
- Chloroclystis laetitia
- Chloroclystis lanaris
- Chloroclystis lanceolata
- Chloroclystis laticostata
- Chloroclystis laticostatus
- Chloroclystis latifascia
- Chloroclystis latifasciata
- Chloroclystis layanga
- Chloroclystis leighi
- Chloroclystis lepta
- Chloroclystis leucopygata
- Chloroclystis lichenodes
- Chloroclystis linda
- Chloroclystis lita
- Chloroclystis luciana
- Chloroclystis lucinda
- Chloroclystis luminosa
- Chloroclystis lunata
- Chloroclystis lunifera
- Chloroclystis luteata
- Chloroclystis macroaedeagus
- Chloroclystis macrocheila
- Chloroclystis maculata
- Chloroclystis magnimaculata
- Chloroclystis malachita
- Chloroclystis malachitis
- Chloroclystis mansuela
- Chloroclystis mariae
- Chloroclystis marmorata
- Chloroclystis mediana
- Chloroclystis mediofasciata
- Chloroclystis mediospoliata
- Chloroclystis melampepla
- Chloroclystis melanocentra
- Chloroclystis melochlora
- Chloroclystis mempta
- Chloroclystis metallicata
- Chloroclystis metallospora
- Chloroclystis minima
- Chloroclystis mira
- Chloroclystis mniochroa
- Chloroclystis mochleutes
- Chloroclystis modesta
- Chloroclystis mokensis
- Chloroclystis muscosa
- Chloroclystis muscosata
- Chloroclystis naga
- Chloroclystis nanula
- Chloroclystis nebulosa
- Chloroclystis neoconversa
- Chloroclystis nereis
- Chloroclystis nigella
- Chloroclystis nigrilineata
- Chloroclystis nigrofasciata
- Chloroclystis nigropunctata
- Chloroclystis nigrosericeata
- Chloroclystis nina
- Chloroclystis nobbsi
- Chloroclystis novaguineana
- Chloroclystis nubifera
- Chloroclystis nudifunda
- Chloroclystis obscura
- Chloroclystis obscurevirescens
- Chloroclystis obsoleta
- Chloroclystis obturgescens
- Chloroclystis oceanica
- Chloroclystis ochrea
- Chloroclystis oedalea
- Chloroclystis olivata
- Chloroclystis omocydia
- Chloroclystis oribates
- Chloroclystis orphnobathra
- Chloroclystis palaearctica
- Chloroclystis pallidiplaga
- Chloroclystis pallidivirens
- Chloroclystis palmaria
- Chloroclystis palpata
- Chloroclystis papillosa
- Chloroclystis paralodes
- Chloroclystis parvulata
- Chloroclystis patinata
- Chloroclystis pauxillula
- Chloroclystis pelopsaria
- Chloroclystis perceptata
- Chloroclystis peremptata
- Chloroclystis periosa
- Chloroclystis permixta
- Chloroclystis perspecta
- Chloroclystis phaeina
- Chloroclystis phantastes
- Chloroclystis phoenicophaes
- Chloroclystis phoenochyta
- Chloroclystis pitoi
- Chloroclystis planiscripta
- Chloroclystis plicata
- Chloroclystis plinthina
- Chloroclystis plinthochyta
- Chloroclystis polygraphata
- Chloroclystis primivernalis
- Chloroclystis protrusata
- Chloroclystis pugnax
- Chloroclystis pullivirens
- Chloroclystis punctinervis
- Chloroclystis punicea
- Chloroclystis pygmaeica
- Chloroclystis pyretodes
- Chloroclystis pyrrholopha
- Chloroclystis pyrsodonta
- Chloroclystis recensitaria
- Chloroclystis rectangulata
- Chloroclystis rectaria
- Chloroclystis reddita
- Chloroclystis regularis
- Chloroclystis rhodopis
- Chloroclystis rivalis
- Chloroclystis rostrata
- Chloroclystis rotumensis
- Chloroclystis rotundaria
- Chloroclystis rubella
- Chloroclystis rubicunda
- Chloroclystis rubifusa
- Chloroclystis rubrinotata
- Chloroclystis rubroferrata
- Chloroclystis rubroviridis
- Chloroclystis rufibasalis
- Chloroclystis rufipellis
- Chloroclystis rufitincta
- Chloroclystis rufofasciata
- Chloroclystis rufogrisea
- Chloroclystis rufulgens
- Chloroclystis rufulitincta
- Chloroclystis ruptiscripta
- Chloroclystis sandycias
- Chloroclystis sayata
- Chloroclystis scintillata
- Chloroclystis scotosema
- Chloroclystis semialbata
- Chloroclystis semilineata
- Chloroclystis seminotata
- Chloroclystis semiscripta
- Chloroclystis semochlora
- Chloroclystis senex
- Chloroclystis sericeata
- Chloroclystis sierraria
- Chloroclystis sinuosa
- Chloroclystis solidifascia
- Chloroclystis sordida
- Chloroclystis speciosa
- Chloroclystis sphragitis
- Chloroclystis spinosa
- Chloroclystis spissidentata
- Chloroclystis stabiensis
- Chloroclystis stenophrica
- Chloroclystis subaerata
- Chloroclystis subcinctata
- Chloroclystis subcomosa
- Chloroclystis subcostalis
- Chloroclystis subitata
- Chloroclystis subpalpata
- Chloroclystis subtrigalba
- Chloroclystis subtrita
- Chloroclystis subusta
- Chloroclystis suffusa
- Chloroclystis suspiciosa
- Chloroclystis sylleptria
- Chloroclystis taraxichroma
- Chloroclystis taxata
- Chloroclystis telygeta
- Chloroclystis tenuabilis
- Chloroclystis testulata
- Chloroclystis thaumasta
- Chloroclystis thermastobrita
- Chloroclystis toreumata
- Chloroclystis torninubis
- Chloroclystis tornospila
- Chloroclystis tortuosa
- Chloroclystis tranquillata
- Chloroclystis trichophora
- Chloroclystis tridentata
- Chloroclystis tumefacta
- Chloroclystis turgidata
- Chloroclystis urticae
- Chloroclystis variegata
- Chloroclystis variospila
- Chloroclystis vata
- Chloroclystis v-ata
- Chloroclystis velutina
- Chloroclystis venata
- Chloroclystis vieta
- Chloroclystis virescens
- Chloroclystis viridata
- Chloroclystis viridescens
- Chloroclystis viridigrisea
- Chloroclystis viridimargo
- Chloroclystis viridulata
- Chloroclystis wongi
- Chloroclystis woodjonesi
- Chloroclystis xanthocomes
- Chloroclystis xenisma
- Chloroclystis zatricha
- Chloroclystis zhuoxinensis